# Focushuset, Malmberget
Focushuset och Focuslängan var mellan åren 1962 och 2021 den största byggnaden, och det högsta huset och en karaktärsbyggnad för Malmberget. På grund av rasrisk vid framtida brytning i Malmbergets underjordsgruva fattades under 2020 ett beslut om att riva huset.
Focushuset var ett 13 våningar högt bostadshus med kommersiella lokaler i markplanet, som uppfördes 1960–1962 i Malmbergets centrum. Till höghuset fanns de samtidigt byggda sammanbyggda tre- och fyravåningarshuskropparna som utgjorde Focuslängan utmed Järnvägsgatan. Bakgrunden var en expansion av gruvan med behov av fler anställda. Huset uppfördes som ett lägenhetshus med – i höghusdelen – små uthyrningslägenheter för gruvarbetare. Huset ritades av Jan Thurfjells arkitektbyrå i Luleå, liksom många andra nybyggda hus i samhället vid denna tidpunkt. Namnet på huset är av okänt ursprung.
I juli 2021 påbörjades rivningen av huset.

## Punkthuset
Bottenvåningens fönster- och dörröppningar hade till stor del glasade ytor, medan övriga fasader var spritputsade i ljusgrå och beigea kulörer. 
Lägenheterna låg utmed en korridor per våningsplan, med fyra lägenheter på var sida. På varje våningsplan var det sex enrums- och två tvårumslägenheter. Lägenheterna varierade i storlek från 30 till 52 kvadratmeter.

## Focuslängan
På bottenvåningen fanns det, liksom den i punkthuset, enbart kommersiella lokaler. Totalt fanns det 28 lägenheter, varav 22 trerumslägenheter och sex tvårumslägenheter.

## Bildgalleri

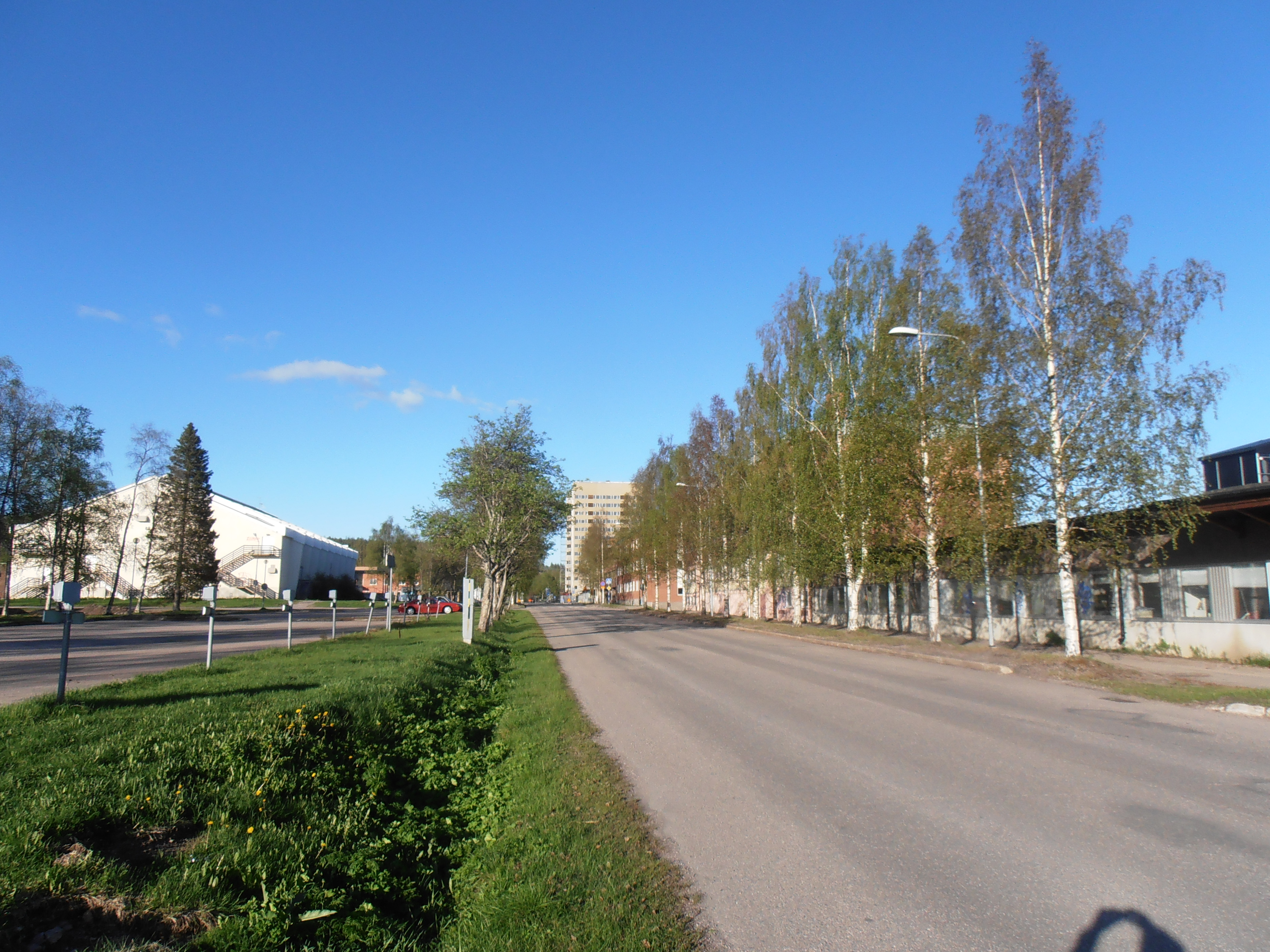
Järnvägsgatan österut med Focushuset i fonden (juni 2020).
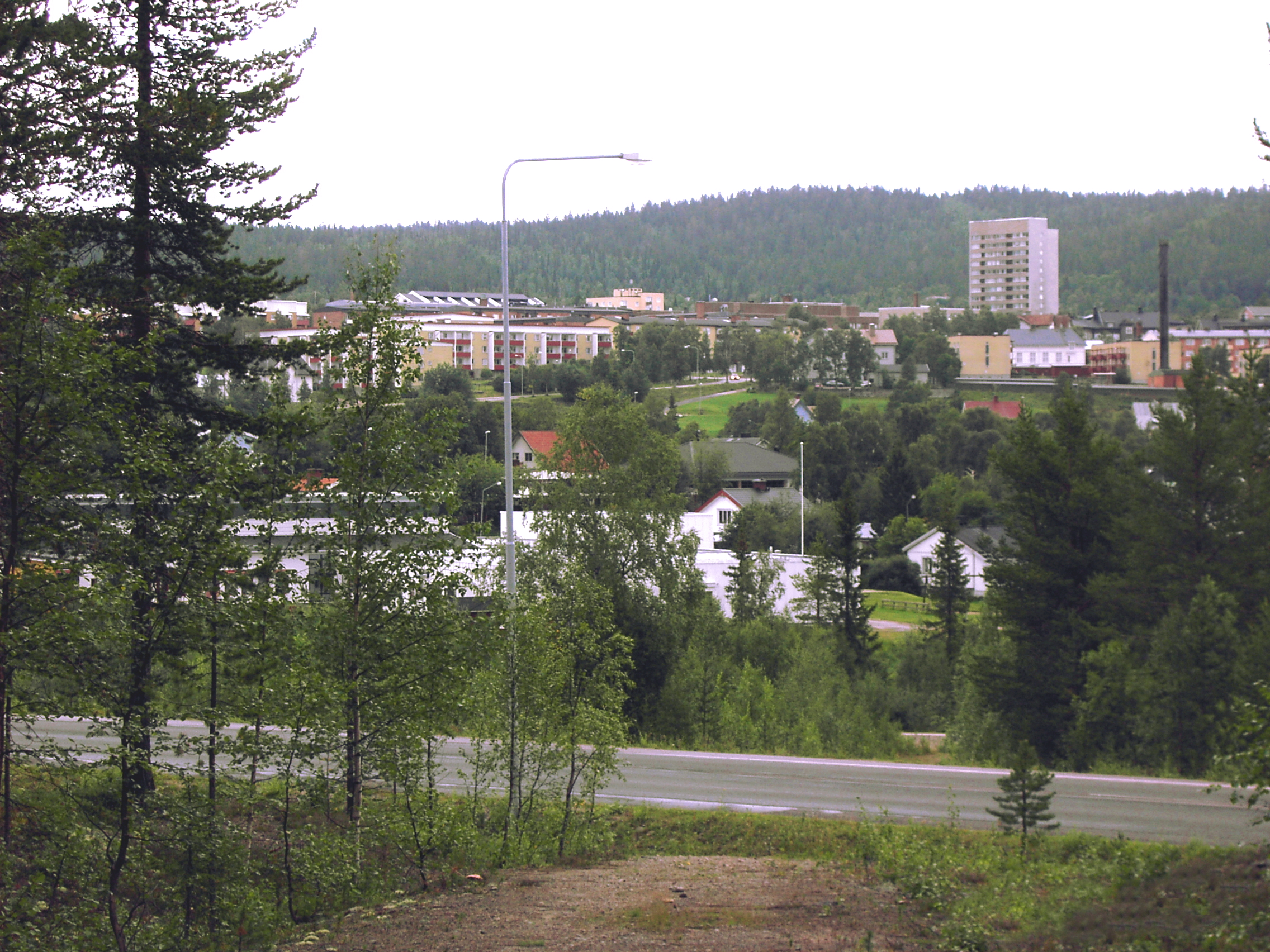
Malmbergets centrum (augusti 2005).
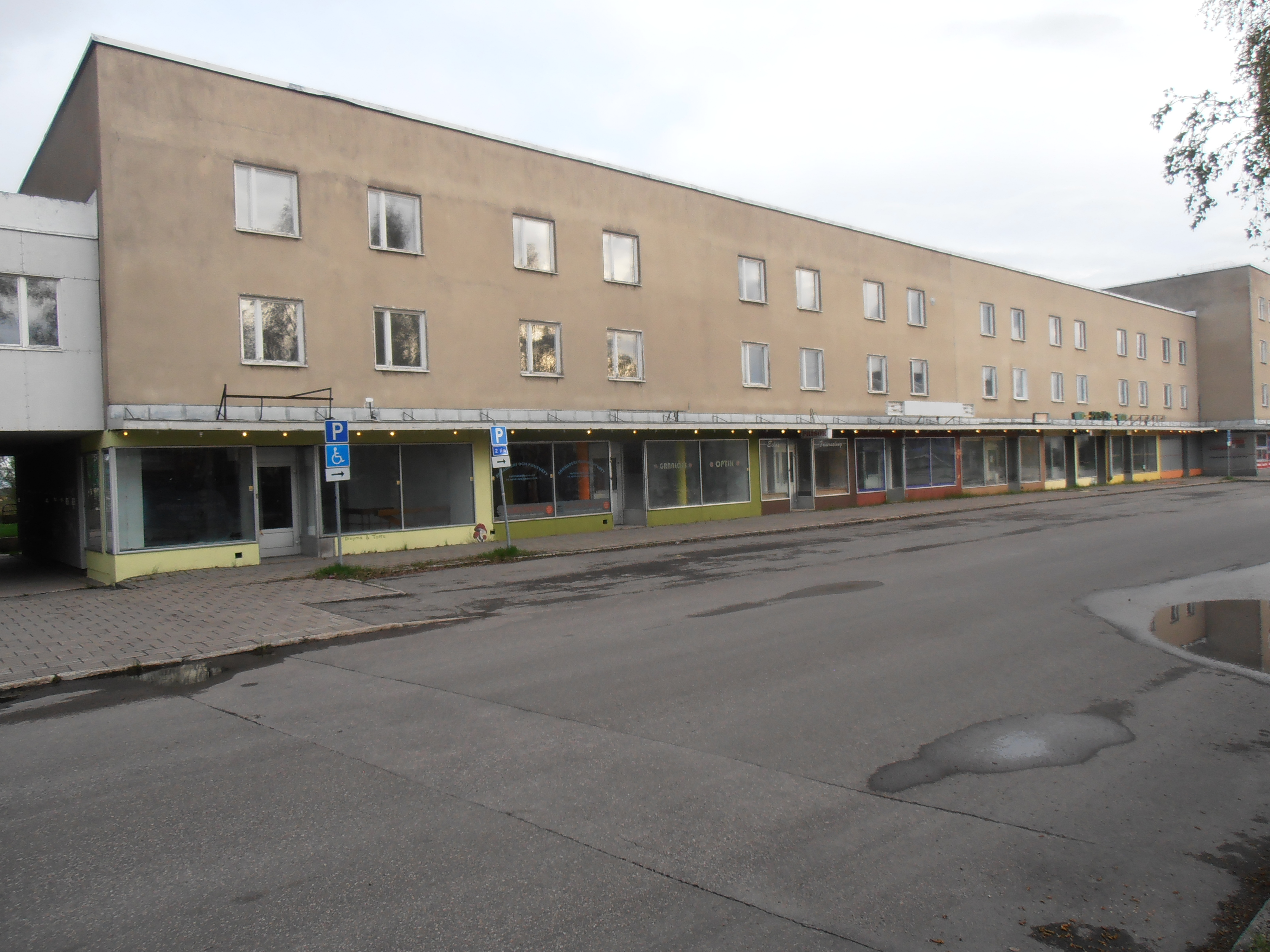
Focuslängan (juni 2020).
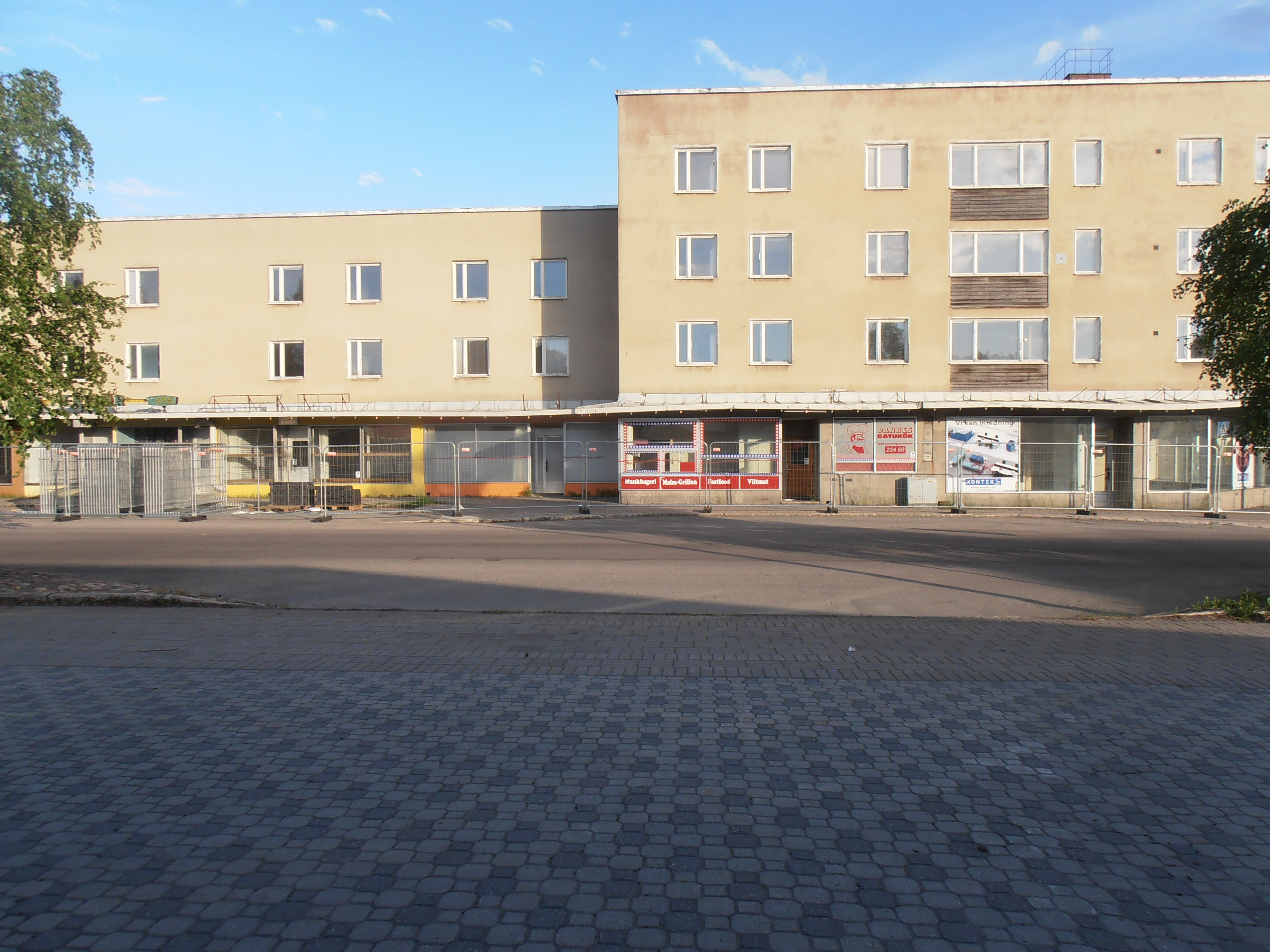
Focuslängans lokaler sett från busstationen (juni 2020).
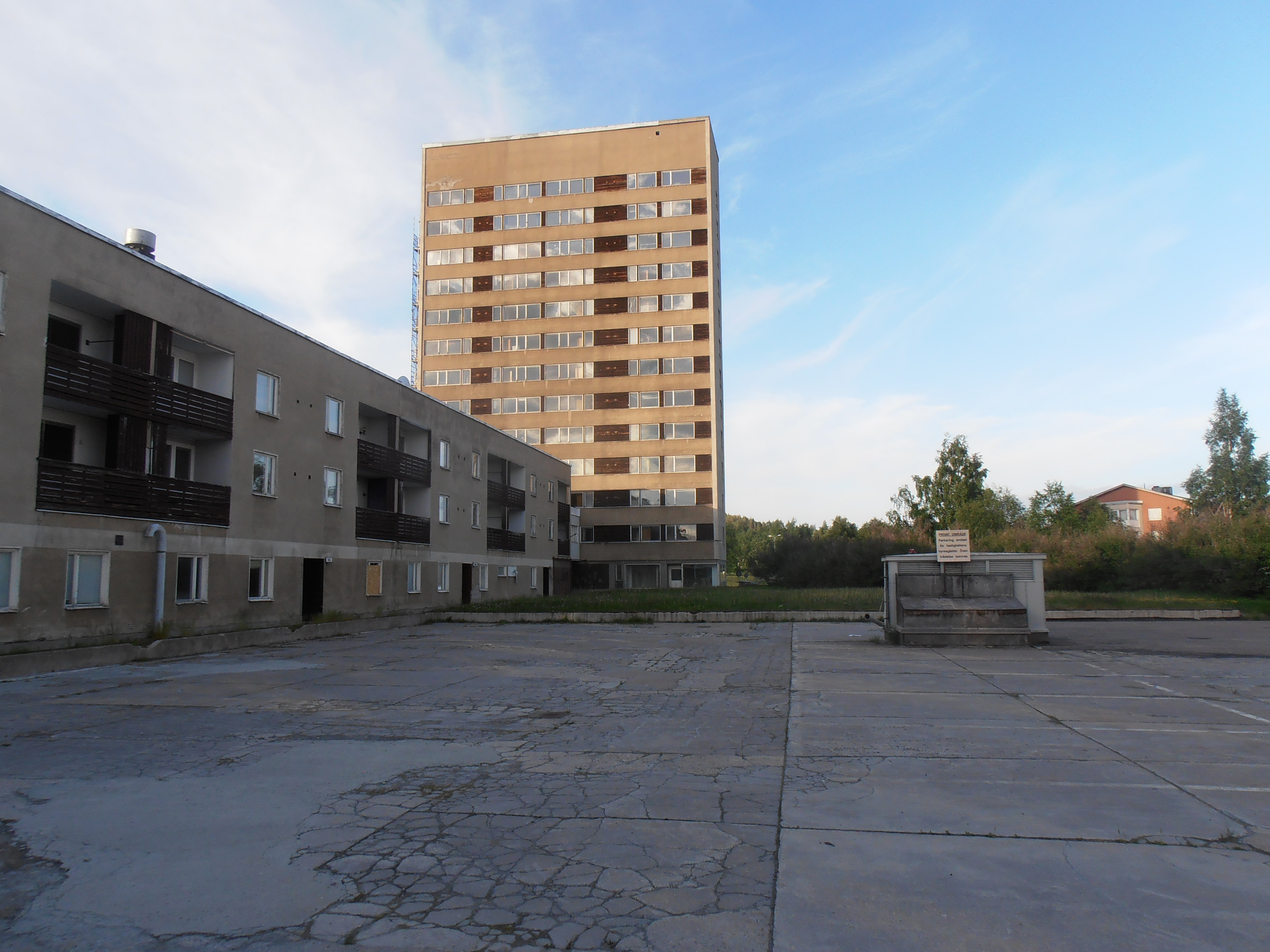
Focushusets innergård (juni 2020).